# Buick Century
Buick Century (укр. Б`юїк Центурі) — легковий автомобіль випускався відділенням Buick компанії General Motors в 1936 — 1942, 1954 — 1958 і 1973 — 2005 роках.
Автомобілі під маркою Buick Century випускалися з перервами майже півстоліття. Вперше вони з'явилися в 1936 році і виготовлялися протягом шести років, потім були відроджені на чотири роки в 1954 році. Автомобілі цих поколінь мали укорочений кузов і V-подібний 8-ми циліндровий двигун, формуючи сегмент потужних і швидких автомобілів Buick. Відсутність автомобілів такого типу в гамі моделей фірми і послужило причиною відродження марки в 1973 році. Паливна криза та законодавчі норми щодо економії бензину змусили зробити новий Buick Century ще меншим і перевести його в клас середньорозмірних автомобілів. Таким він і буде виготовлятися протягом наступних 32-х років.
Buick Century 2005 року належить до преміум-класу, і відмінно підходить для щоденної їзди. Їзда автомобіля м'яка і комфортна завдяки підвісці - Макферсон спереду і багатоважільній конструкції ззаду. Передні колеса автомобіля оснащуються вентильованими дисками, а задні дискові гальма. Вважається, що найбільшим недоліком Buick Century 2005 року є його застарілий дизайн. Зовнішній вигляд Б'юіка практично повністю повторює екстер'єр попередніх поколінь. Простіше кажучи, модель Century - це звичайний седан. Масивний бампер з практично овальною решіткою радіатора поєднується з плавними обводами, тонким спойлером і округлими фарами. Габарити автомобіля рівні: довжина - 4950 мм, ширина - 1847 мм, висота - 1438 мм, колісна база - 2769 мм. Автомобіль комплектується 15-дюймовими колесами. 
Стандартна комплектація автомобіля досить аскетична і включає в себе:
- дверні балки безпеки,
- роздільний клімат-контроль,
- круїз-контроль,
- CD-чейнджер,
- електропривод дзеркал,
- 4-ступінчасту автоматичну коробку передач[1].

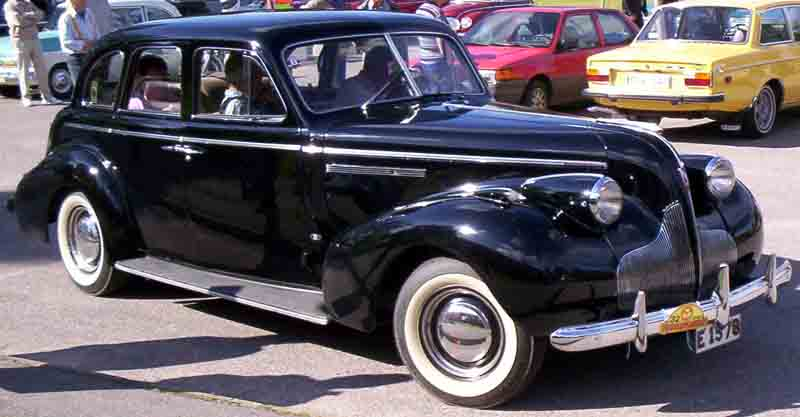
Buick Century 1 (1936-1942)
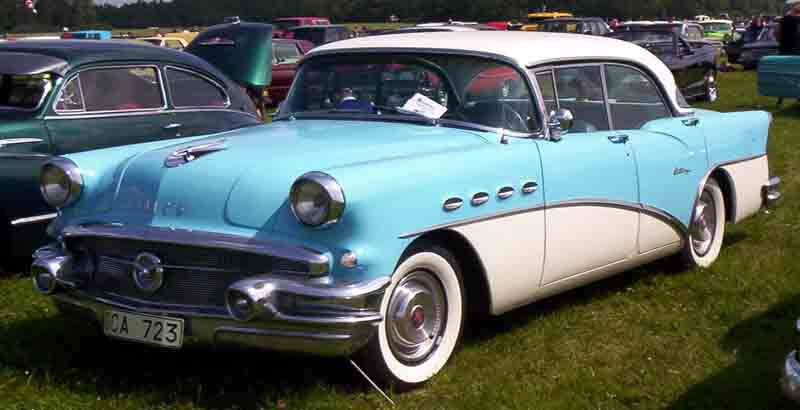
Buick Century 2 (1954-1958)
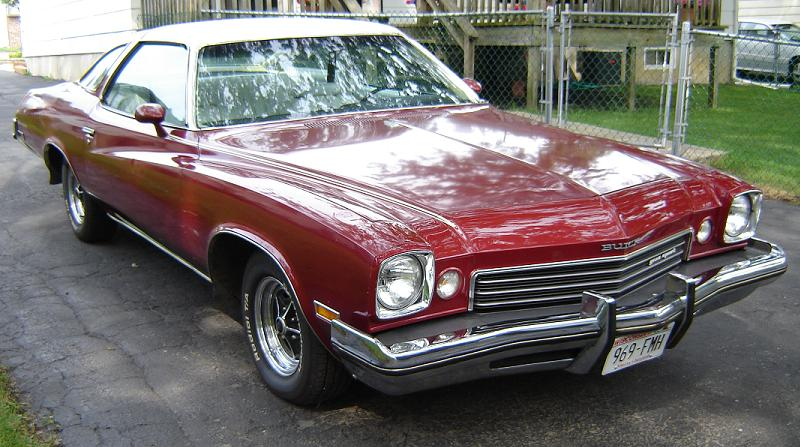
Buick Century 3 (1973-1977)
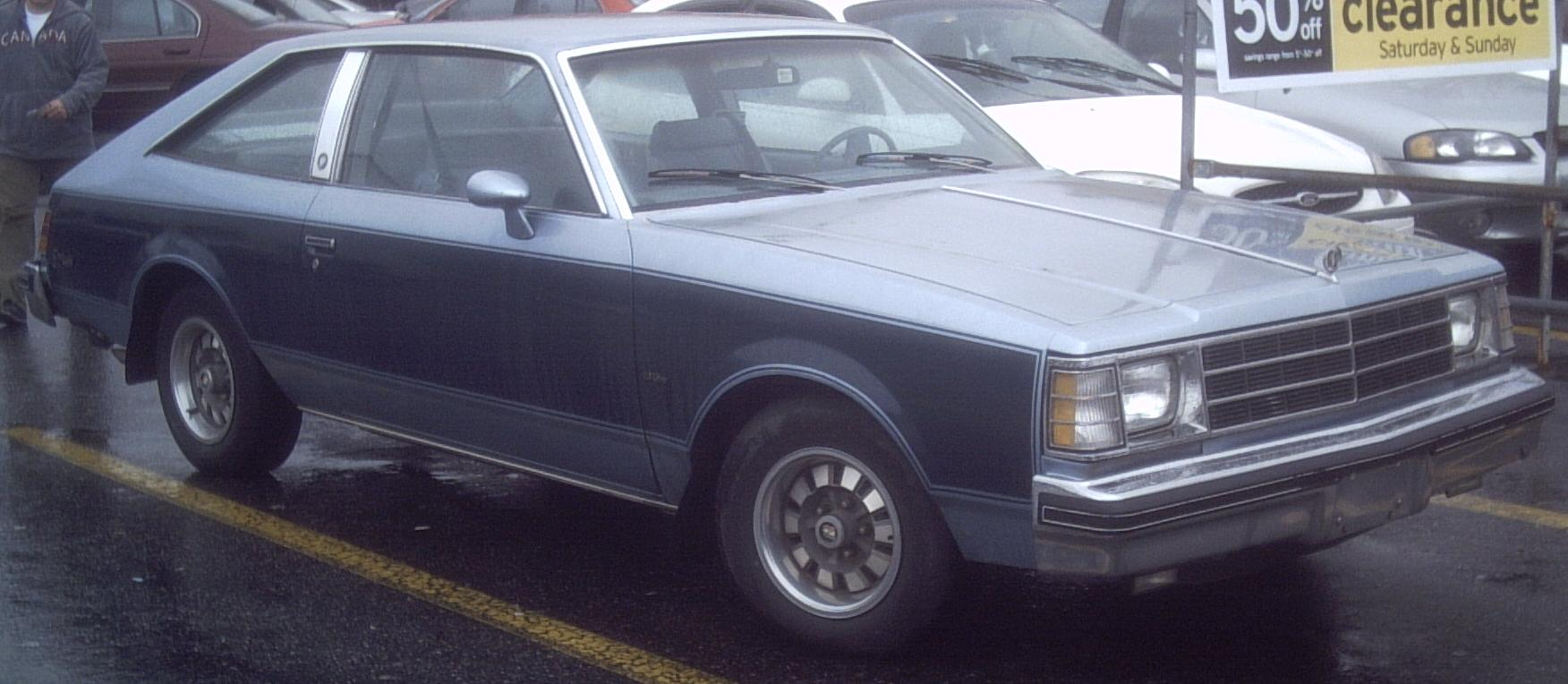
Buick Century 4 (1978-1981)
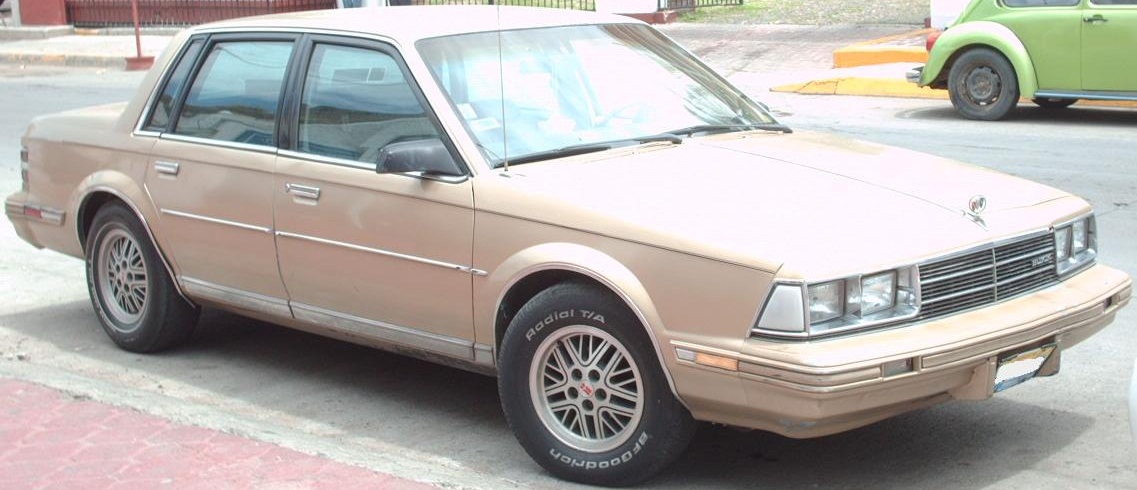
Buick Century 5 (1982-1996)
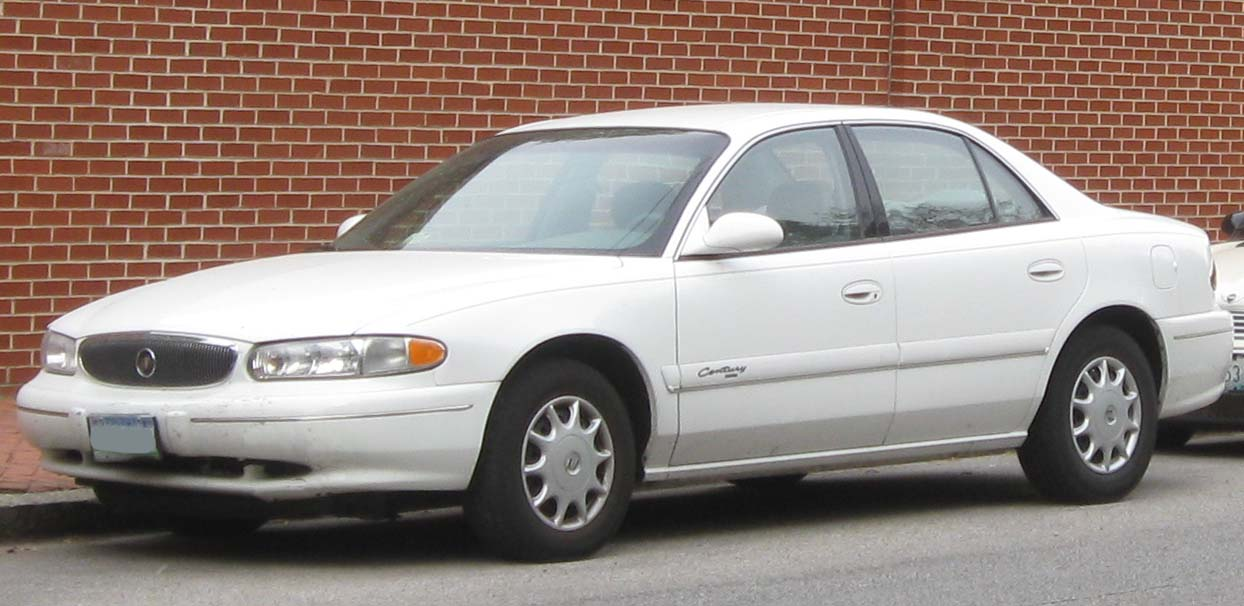
Buick Century 6 (1997-2005)